# (G)I-dle
I-dle (Koreaans: 아이들; RR: Aideul; gestileerd in kleine letters), voorheen bekend als (G)I-dle ((여자)아이들; Yeoja Aideul), is een Zuid-Koreaanse meidengroep die in 2018 werd opgericht door Cube Entertainment. De groep bestaat uit vijf leden: Miyeon, Minnie, Soyeon, Yuqi en Shuhua. Oorspronkelijk was het een sextet, maar lid Soojin verliet de groep op 14 augustus 2021. Op 2 mei 2018 debuteerde de groep met hun eerste extended play, getiteld I Am met de titeltrack "Latata". Op 31 juli 2019 debuteerde de groep in Japan onder U-Cube met Latata.
In 2018 werd de groep de "monster rookies" van het jaar genoemd en werd beschouwd als een van de meest succesvolle Zuid-Koreaanse meidengroepen die niet afkomstig zijn van de "grote drie" platenlabels. Sinds hun debuut heeft de groep zes extended plays en acht singles uitgebracht, waaronder: "Latata", "Hann (Alone)", "Senorita", "Uh-Oh", "Lion", "Oh My God", "Dumdi Dumdi" en "Hwaa".
Relatief ongebruikelijk voor een K-pop meidengroep, is (G)I-dle direct betrokken bij de creatie van hun muziek. In het bijzonder Soyeon heeft geschreven of meegeschreven (samen met co-produceren) aan de meerderheid van de titelsong-releases van de groep, met Minnie en Yuqi ook co-writing een aanzienlijk aantal albumsongs. In samenhang met de release van hun derde ep I Trust' in 2020 tekende de groep bij Republic Records, een Amerikaans platenlabel, om expansie op de Amerikaanse markt na te streven. Bij de release vestigde de groep het hoogste record voor een Zuid-Koreaanse meisjesgroep aan de top van de iTunes Top Albums Chart en de vierde meidengroep die 100.000 exemplaren verkocht in de eerste verkoopweek. Hun single uit 2020, Dumdi Dumdi brak het singleverkooprecord, waardoor het de op een na best verkopende meidengroep single aller tijden werd. (G)I-dle werd ook de eerste K-popgroep die geïnterviewd werd door Forbes China.

## Naam
In een interview met The Star onthulde de leider van de groep, Soyeon, dat de naam "Idle" bij haar opkwam toen ze het "Idle Song" aan het componeren was. Ze stuurde het naar het bedrijf en de naam werd definitief na het doorlopen van de competitie van het bedrijf. Er waren echter gemengde reacties in Zuid-Korea en internationaal omdat aideul "kinderen" betekent en "idle" in het Engels verwijst naar iemand die werk vermijdt. Dienovereenkomstig werd de groep omgedoopt tot (G)I-dle, waarbij de "I" staat voor individualiteit, het koppelteken om aan te geven dat de naam in twee delen is gesplitst en "Dle" (deul) als de meervoudsvorm van "I" in het Koreaans, wat een groep van zes verschillende persoonlijkheden bij elkaar betekent. Wanneer de naam mondeling wordt genoemd, wordt de G omsloten door haakjes niet opgenomen.

## Geschiedenis

### Voor-debuut
Soyeon was een vrouwelijke stagiaire die Cube Entertainment vertegenwoordigde in de overlevingsshow Produce 101, piekend op de 10e plaats bij de vijfde aflevering. Ze werd echter geen lid van de winnende meidengroep I.O.I. Soyeon deed ook mee aan het derde seizoen van de rapcompetitie realityshow Unpretty Rapstar' en eindigde als tweede runner-up. Ze debuteerde later als soliste en bracht twee digitale singles uit: "Jelly" en "Idle Song".
Miyeon had eerder tussen 2010 en 2015 onder YG Entertainment getraind, maar verliet het bedrijf na onbekende complicaties rond haar debuut. Daarna ging ze naar een zangacademie. Voordat ze bij Cube Entertainment kwam, was ze een freelance zangeres en verscheen ze als geassocieerd zangeres met Lim Seul-ong in Urban Zakapa's Canada Tour in september 2016. In 2017 verscheen ze in een kleine rol in Lim Seul-ong's "You" muziekvideo.
Soojin was een voormalige stagiaire onder DN Entertainment in 2015. Ze trainde als lid van de meidengroep Vividiva met de artiestennaam N.NA, maar vertrok voor het debuut van de groep. Minnie was te horen in het album Dance Party van Line Friends, dat in november 2017 werd uitgebracht.
In september 2017 verscheen Shuhua naast Yoo Seon-Ho in 10cm's "Pet" videoclip.
Op 5 april 2018 onthulde Cube Entertainment de naam van hun aankomende meidengroep, (G)I-dle. Voor hun debuutdatum onthulde Cube de leden aan het publiek via Dingo Music's dance busking in Hongdae, Seoul. De busking performance video overschreed de twee miljoen views op YouTube minder dan drie weken na de uploaddatum (15 april 2018).

### 2018: Debuut metI Amen "Hann (Alone)"

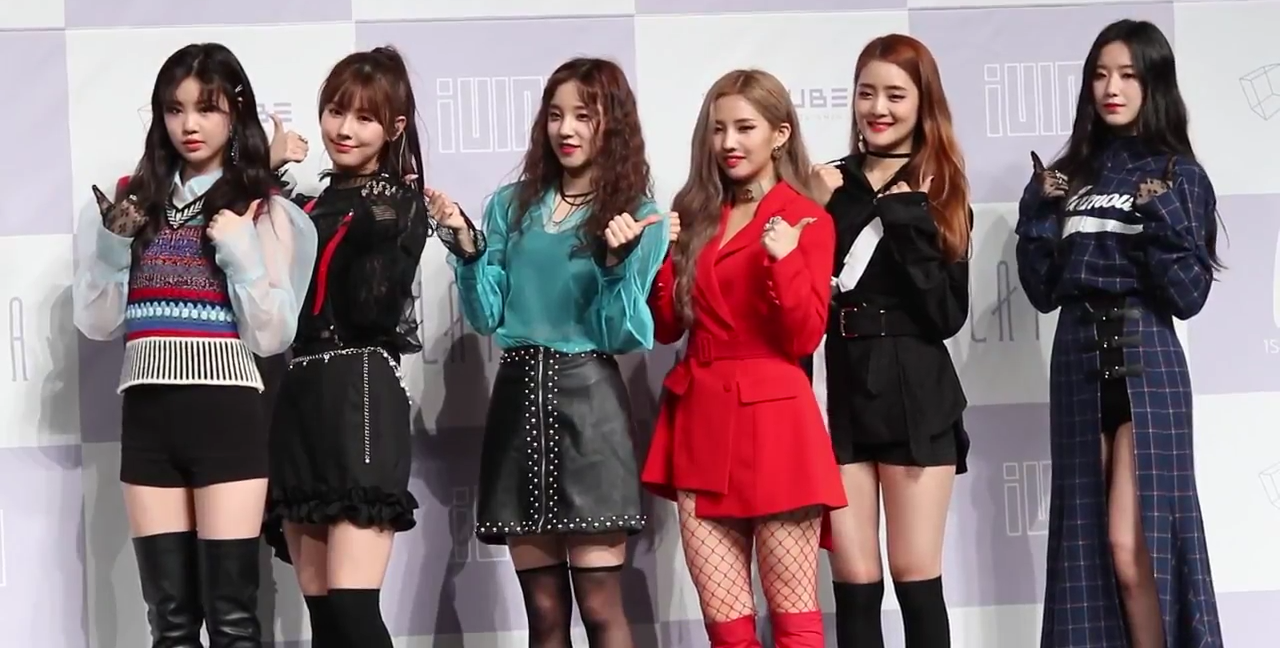
(G)I-dle op de I Am showcase op 2 mei 2018

(G)I-dle bracht op 2 mei 2018 hun debuut-ep, I Am, uit, met de leadsingle "Latata". De video voor "Latata" overschreed binnen de eerste week de 5,9 miljoen views. De ep debuteerde op nummer 13 in de Gaon Album Chart die op 10 mei werd uitgegeven. I Am debuteerde ook op nummer zeven en piekte op nummer vijf in Billboard''s World Albums chart op 9 mei. Een week na de release debuteerde "Latata" op 17 mei op nummer 35 in de Gaon Digital Chart. (G)I-dle kreeg hun allereerste muziekshow-winst op SBS MTV's The Show op 22 mei, twintig dagen na hun debuut. Op 5 juni maakten ze hun debuut in Billboard's Social 50 Chart, met een notering op nummer 36.
In juni werd een enquête gehouden onder vijfendertig deelnemers in de Zuid-Koreaanse muziekindustrie waarbij (G)I-dle werd verkozen tot de categorie "Next Generation of K-pop" met 39 punten. Op 6 augustus hield (G)I-dle een klein concert en nam een flashmob-uitvoering op van "Latata" op Times Square en Washington Square Park.
Op 14 augustus werd de eerste digitale single van (G)I-dle, "Hann (Alone)", uitgebracht. Binnen 24 uur overschreed de videoclip 4,9 miljoen views op YouTube. "Hann" stond op 16 augustus bovenaan de binnenlandse muziekcharts van onder meer Bugs, Genie en Olleh Music, en piekte op nummer twee in de Billboard World Digital Song Sales Chart. Ze kregen hun eerste muziekshowwinst op "Showchampion" op 29 augustus voor "Hann". In september maakte de groep hun eerste optreden op KCON in Thailand.
In november bracht Riot Games een nummer uit genaamd "Pop/Stars" dat voorzag in vocalen van Soyeon en Miyeon samen met Amerikaanse zangeressen Madison Beer en Jaira Burns onder een virtuele meidengroep genaamd K/DA waarin Soyeon en Miyeon te horen waren als respectievelijk Akali en Ahri.Ze voerden de single uit op het League of Legends World Championship samen met Bier en Burns en het bereikte nummer één op de Billboard World Digital Sales chart.
Gedurende de rest van 2018, (G)I-dle verdiende verschillende rookie awards op belangrijke Koreaanse eindejaars muziek award shows, waaronder de Asia Artist Awards, Gaon Chart Music Awards, Genie Music Awards, Golden Disc Awards, Korea Popular Music Awards en Melon Music Awards.

### 2019:I Made, "Uh-Oh", Japanese debuut

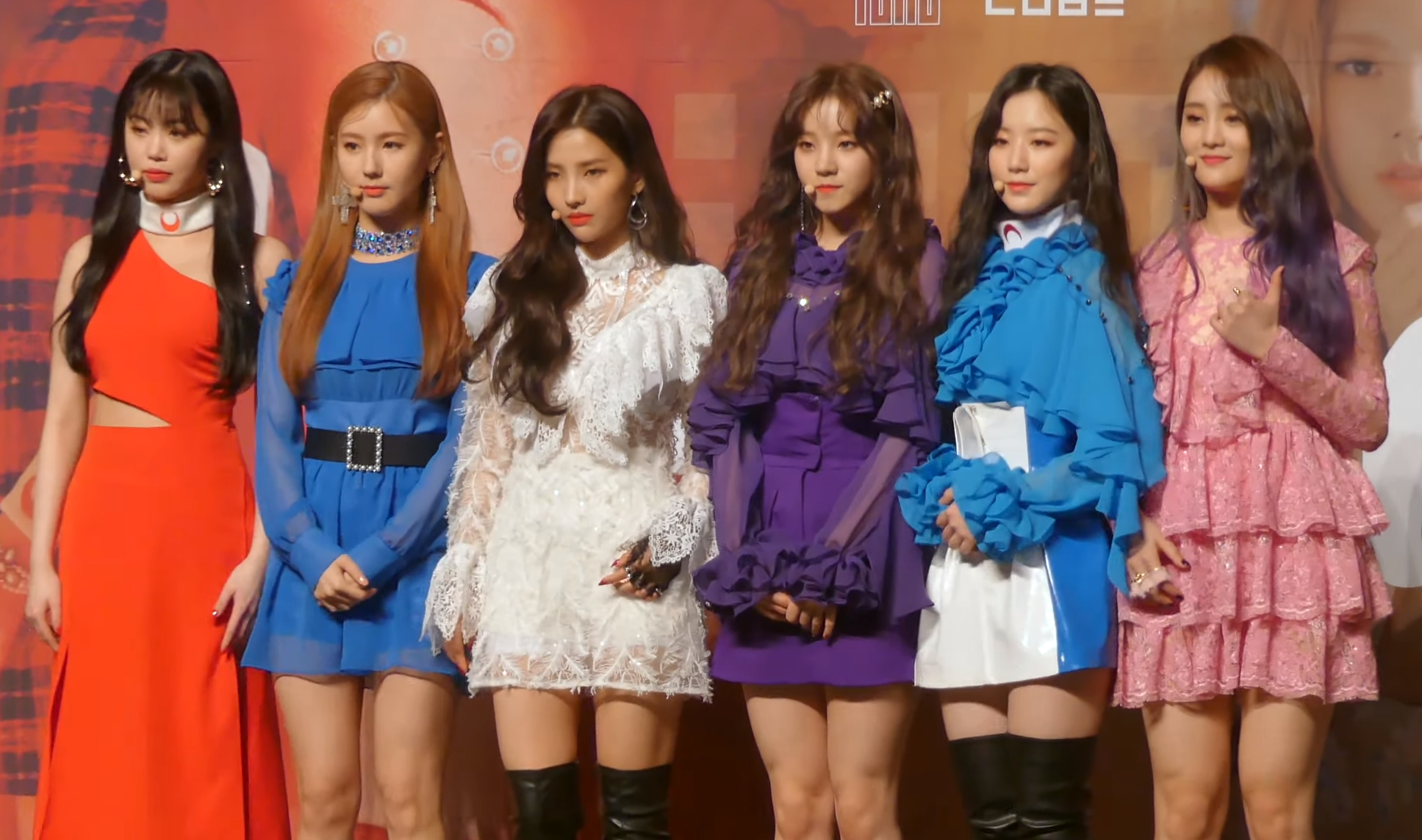
(G)I-dle op de I Made showcase in februari 2019

(G)I-dle bracht hun tweede ep, I Made, uit op 26 februari 2019. De ep bevat vijf nummers, waaronder de leadsingle "Senorita", geschreven en gecomponeerd door Soyeon en Big Sancho. Op 26 juni bracht (G)I-dle hun tweede digitale single uit, "Uh-Oh". Het nummer stond op nummer 22 op NetEase Cloud Music China voor de eerste helft van 2019, waardoor ze de enige K-popgroep waren die hierop in de hitlijsten stond.
In juli hield (G)I-dle hun eerste Amerikaanse optreden tijdens de jaarlijkse KCON conventie en muziekfestival in het Javits Center in New York. Later hielden ze een live showcase in de Mainabi Blitz Akasaka op 23 juli. De showcase verkocht meer dan 1.000 tickets met 1.500 aanwezigen. Er werd gemeld dat ongeveer 15.000 mensen zich hadden aangemeld om de show bij te wonen, maar door de capaciteitslimiet van de zaal konden sommigen het niet halen. Op 31 juli debuteerde (G)I-dle op de Japanse markt met de release van hun ep Latata. Op 19 augustus werkten (G)I-dle en make-up merk Kate samen om een spin-off muziekvideo van "Latata (Japanese ver.)" uit te brengen.
(G)I-dle nam vervolgens deel aan een reality overlevingsshow voor meidengroepen, gemaakt door Mnet, Queendom. In de eerste voorronde eindigde (G)I-dle op de eerste plaats na het uitvoeren van "Latata" re-imagined met een concept van sjamanisme. De introductie van het optreden, Minnie's Thaise "betovering", werd goed ontvangen en werd een heet hangijzer onder zowel Koreaanse als Thaise fans. In de tweede voorronde herinterpreteerde (G)I-dle 2NE1's "Fire", waarbij ze op de laatste plaats eindigden. In september werd gemeld dat Kubus zou samenwerken met e2PR en Strategic Communications om een nieuw promotieteam op te richten voor het afhandelen van (G)I-dle's internationale public relations. Diezelfde maand hield de groep hun eerste fanmeeting, Welcome to the Neverland, in de Yes24 Live Hall in Seoul. Kaarten voor de show waren binnen twee minuten uitverkocht.

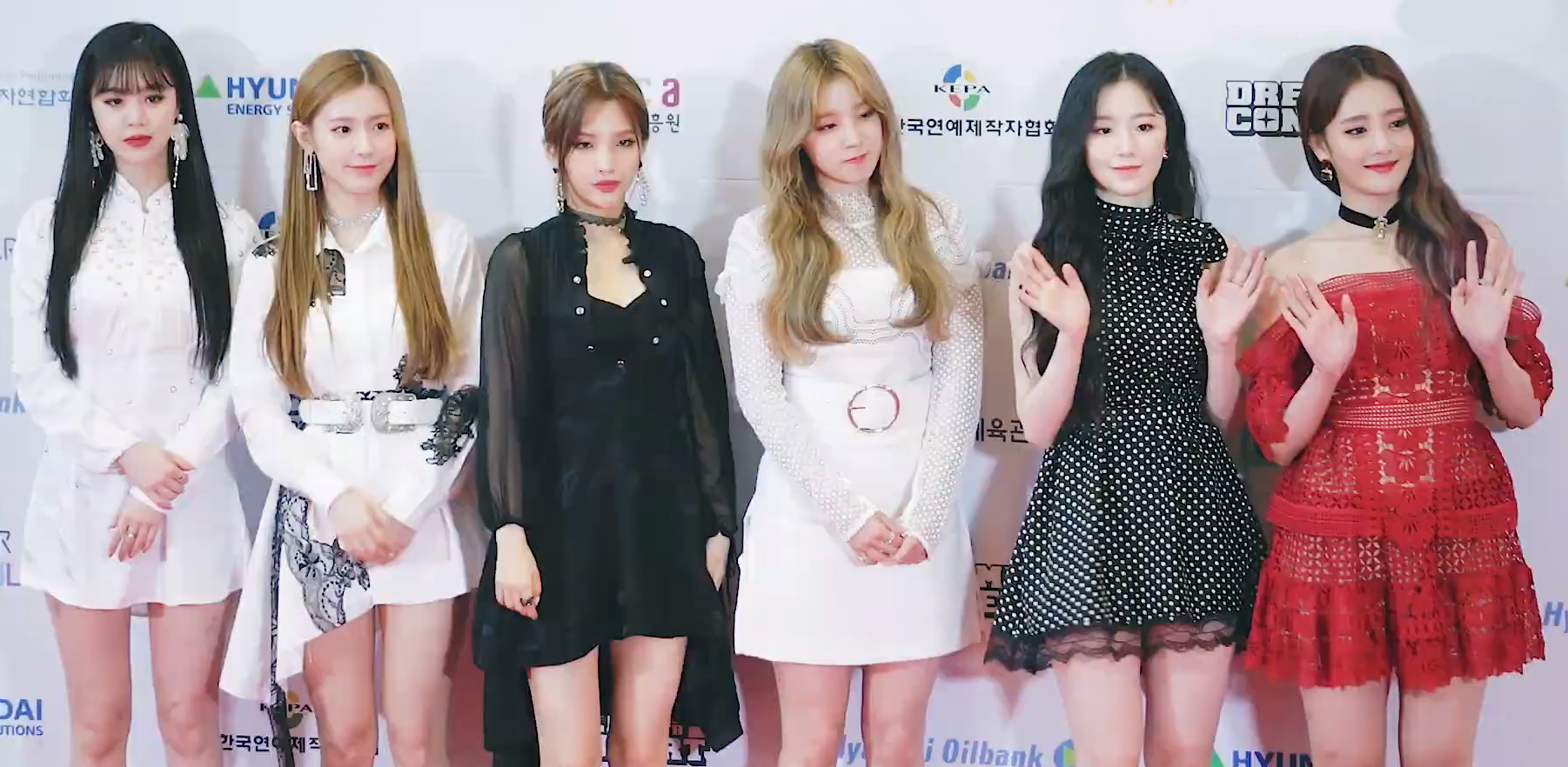
(G)I-dle op het Dream Concert op 18 mei 2019

Op 4 oktober trad (G)I-dle voor het eerst op als main headliner tijdens de Spotify On Stage Jakarta. Ze waren een van de zes acts waaronder Rich Brian, Ateez, en anderen. Op 5 oktober verscheen de groep op Immortal Songs 2, een KBS's reality televisie zangwedstrijd. Dit betekende het eerste optreden van de groep in het programma. Ze brachten een vertolking van Koyote's "Sad Dream" als onderdeel van het 20-jarig bestaan van de groep. (G)I-dle bracht "Put It Straight (Nightmare Version)" ten gehore voor Queendom's Fan-dora's Box-ronde. Het podiumoptreden bereikte na veertien uur release één miljoen views, en werd vierde in de ronde. Op 25 oktober bracht (G)I-dle "Lion" uit als onderdeel van de ep Queendom Final Comeback'. In november 2019 waren de live-optredens van "Latata" en "Fire" respectievelijk de 11 en 13 miljoen views gepasseerd. (G)I-dle eindigde de show op de derde plaats. "Lion" werd een sleeper hit nadat het aan populariteit won op hun podiumconcept van The Queen's Royal Welcome, en kwam opnieuw binnen in de real-time charts van verschillende muzieksites. Op 4 november werd er een videoclip voor uitgebracht. De video overtrof in twee dagen tijd de vijf miljoen views. Het nummer debuteerde op nummer 13 in de World Digital Song Sales en piekte op nummer vijf. Tegelijkertijd steeg de single negenentachtig plekken naar nummer 19 in de Gaon Digital Chart en stond bovenaan China's QQ Music Korean Song chart voor twee opeenvolgende weken. Op 21 december trad (G)I-dle op met hun hitsingles tijdens de 2020 Tainan Christmas & New Year Eve Party in Tainan, Taiwan. Hun podium werd geregistreerd de hoogste vloed van het evenement van een verschijning van 80, 000 mensen.

### 2020:I Trust, I-Land: Who Am I online concert, "I'm The Trend",Dumdi DumdienOh My God

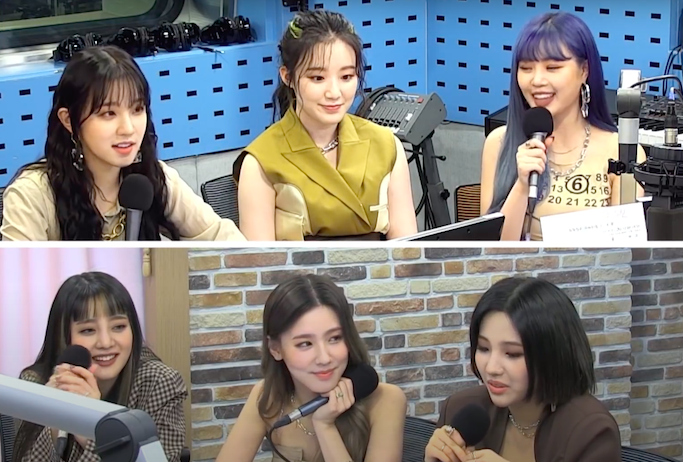
(G)I-dle bij SBS Power FM voor de premiere van "Oh My God" op 21 april 2020

Op 28 januari kondigde de groep hun eerste wereldtournee I-Land: Who Am I aan, die 32 verschillende steden over de hele wereld zou beslaan. Later werd aangekondigd dat hun begonnen show in Bangkok en het nieuwe album release project medio maart werden uitgesteld in reactie op de coronavirus uitbraak, om de gezondheid en veiligheid van de artiesten, fans en medewerkers te waarborgen. Op 31 januari verscheen de groep op Two Yoo Project Sugar Man 3 om het door Minnie gecomponeerde en opnieuw gearrangeerde Kim Won-jun's "Show" uit te voeren.
Op 26 maart werd (G)I-dle aangekondigd als onderdeel van de line-up van de 2020 Twitch Stream Aid, gepland voor 28 maart. De livestream was een 12 uur durend liefdadigheidsconcert met als doel geld in te zamelen voor COVID-19 noodhulp. Ze waren de eerste vrouwelijke K-pop groep die deelnam.
Op 6 april bracht de groep hun derde ep uit, getiteld I Trust' met "Oh My God" als leadsingle. Het album bestaat uit vijf nummers waaronder een Engelstalige versie van het titelnummer. In combinatie met de release van I Trust tekende (G)I-dle bij Republic Records om hun individualiteit te helpen benadrukken en pushen in de Amerikaanse markt. Het album had meer dan 91.311 voorbestellingen, waardoor het hun meest voorbestelde ep was, en het werd hun hoogst verkopende album door 100.000 fysieke exemplaren te verkopen in drie dagen. I Trust debuteerde op de Gaon Album Chart en werd (G)I-dle's eerste nummer-één album in Zuid-Korea en bereikte hun hoogste positie ooit op Billboard's World Albums chart op nummer vier, en vestigde het hoogste record voor een Zuid-Koreaanse meidengroep om bovenaan de iTunes Top Albums chart in 62 landen wereldwijd. De videoclip voor "Oh My God" brak hun persoonlijk record door 17 miljoen views te verzamelen binnen de eerste dag van de release, en won 2020 BreakTudo's International Music Video. Het werd ook genomineerd voor de 2020 MTV Video Music Award voor Beste K-Pop Video. Het nummer betekende ook de eerste keer dat de groep in de Scottish Singles Chart verscheen en noteerde op nummer 97, waarmee de groep pas de derde K-pop artiest en de tweede vrouwelijke act werd die in de hitlijst verscheen. (G)I-dle's live promoties voor "Oh My God" wonnen vier muziek show awards waaronder hun eerste grand slam publieke omroep winst op KBS's Music Bank, Seoul Broadcasting System's Inkigayo en MBC's Show! Music Core. Op 6 mei brak (G)I-dle door in Rolling Stone's Top 25 Breakthrough chart als enige K-pop groep voor de maand april op de top 20 plek met een unit groei van 3,3 miljoen en meer dan 5,5 miljoen totale on demand audio streams in de V.S..
In mei bracht (G)I-dle op 15 mei de officiële Engelse versie van hun debuutnummer "Latata" uit. Op 31 mei kondigde de groep aan dat ze zich zouden aansluiten bij de line-up van 32 artiesten tijdens KCON:TACT 2020 Summer op 23 juni. De groep zou naar verwachting in de tweede helft van het jaar twee albums uitbrengen, inclusief een digitale single, aldus een onderzoeker van EBest Investment & Securities Co, Ltd onderzoeker. (G)I-dle hield I-Land: Who Am I als een online pay-per-view concert gepland op 5 juli in plaats van wat hun eerste wereldtournee zou zijn geweest. Ze brachten nummers van hun debuutalbum ten gehore, evenals "I'm the Trend", gecomponeerd door Minnie en Yuqi, met een live publiek van 11.000 real-time kijkers. Vervolgens bracht de groep de digitale single, samen met de bijbehorende videoclip op 7 juli uit als een speciaal cadeau voor hun fans.
Op 3 augustus bracht (G)I-dle hun eerste single Dumdi Dumdi' uit, met als leadsingle dezelfde naam. Met deze release, Dumdi Dumdi gerangschikt als de tweede best verkochte girlgroupsingle in de geschiedenis met 94.587 initiële verkoop. Het nummer kende echter een langzame opmars in de Gaon- en Billboard-charts. Het debuteerde op nummers 27 en 15 in de Gaon Digital Chart en de Amerikaanse Billboard World Digital Song Sales chart, en piekte later op respectievelijk nummer 8 en 13. Op iTunes stond het nummer in 42 regio's in de wereld bovenaan. De videoclip voor "Dumdi Dumdi" oogstte meer dan 17,6 miljoen views in één dag, waarmee ze hun vorige record met "Oh My God" verbraken. De groep eindigde de promoties met het winnen van de eerste plaats voor twee weken op rij op Show Champion, M Countdown en Inkigayo, en werd daarmee het meest winnende titelnummer van de groep. Op 26 augustus maakten ze hun eerste Japanse comeback met de release van hun tweede extended play, Oh My God, samen met de Japanse versie van "Oh My God", "Uh-Oh", "Senorita", "Dumdi Dumdi" en een origineel Japans nummer getiteld "Tung Tung (Empty)", dat werd gecomponeerd door Minnie. Op 27 augustus hernam (G)I-dle hun rollen als Akali en Ahri in K/DA voor het nummer "The Baddest" featuring Amerikaanse zangeressen Bea Miller en Wolftyla. Ook werd aangekondigd dat ze te horen zouden zijn op de titeltrack "More" met de originele line-up Beer en Burns samen met de Chinese zangeres Lexie Liu, uitgebracht op 28 oktober. Beide nummers kwamen op nummer één binnen op Billboard World Digital Song Sales, en werden opgenomen in K/DA's eerste ep All Out.
In november hield (G)I-dle een online fan meeting genaamd GBC in the Neverland via Global Interpark. "GBC" is de verkorte titel voor "(G)I-dle Broadcast Club".
Aan het eind van het jaar staat (G)I-dle's I-Land: Who Am I concert op nummer 8 van Interpark's Annual Concert in 2020 en het op één na best verkopende online muziekconcert achter Iz*One Online Concert "Oneiric Theater" dat op de vierde plaats staat.

### 2021:I Burn, focus op solo-activiteiten van leden en vertrek van Soojin

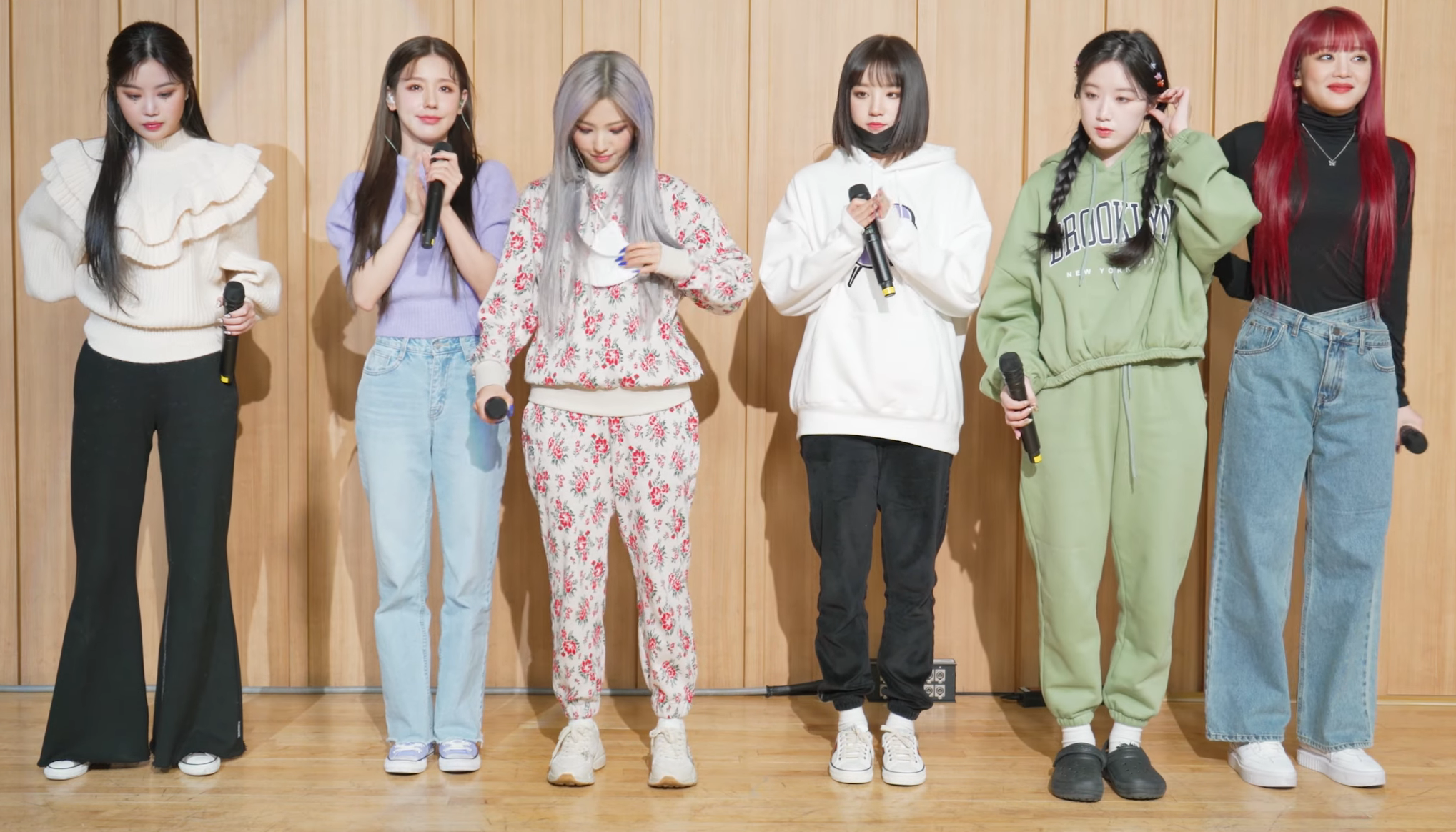
(G)I-dle zingt "Hwaa" live op SBS Power FM's Cultwo Show op 14 januari 2021

Op 11 januari bracht de groep hun vierde ep uit, I Burn, met de leadsingle, "Hwaa". Volgens Hanteo Chart debuteerde I Burn op nr. 1 in de dagelijkse album chart met 75.510 verkochte exemplaren. Het album debuteerde ook op nr. 1 op Gaon Retail Album Chart met 59.086 verkochte exemplaren. De videoclip voor "Hwaa" scoorde 10 miljoen YouTube views in 29 uur nadat het de streaming site had bereikt. Twee dagen later werd gemeld dat het album in de iTunes Top Album charts in 51 landen, waaronder Nederland, Nieuw-Zeeland, Canada, Rusland, Brazilië, Italië en Finland. Voor het eerst sinds hun debuut in 2018 kwamen alle nummers van I Burn in de Melon chart. Hwaa stond bovenaan de binnenlandse hitlijsten en bereikte commercieel succes in de Billboard charts, met een piek op nummer 5 in de K-pop Hot 100 en nummer 8 op World Digital Songs. Het nummer stond ook twee weken achter elkaar bovenaan de NetEase Music's Real-Time chart en de wekelijkse K-Pop chart sinds de release. Daarnaast behaalde "Hwaa" 10 muziekshow overwinningen, het hoogste sinds hun debuut in 2018. (G)I-dle werd ook bekroond met een drievoudige kroon met hun nieuwe leadsingle, "Hwaa".
Op 27 januari bracht (G)I-dle de officiële Engelse en Chinese versie uit van de titelsong van de nieuwe ep, "Hwaa". De song-writing credits voor de Chinese versie van "Hwaa" werd gegeven aan Yuqi, het Chinese lid van de groep. Op 5 februari bracht (G)I-dle een geremixte versie van "Hwaa" uit door Dimitri Vegas & Like Mike. Het zou de eerste samenwerking van de band met buitenlandse artiesten worden.
Op 4 maart werd bekend dat Soojin tijdelijk alle activiteiten zou staken naar aanleiding van vermeende beschuldigingen van pesten door oud-klasgenoten.
Op 29 april bracht (G)I-dle samen met Universe het nummer "Last Dance" uit. Vanwege Soojins tijdelijke onderbreking van de groep besloten Universe en Cube Entertainment echter dat de zang zal worden herverdeeld onder de resterende vijf actieve leden van de groep. De single piekte op nummer 142 in de Gaon Digital Chart, en op nummer 16 in de Billboard World Digital Songs Sales chart.
Yuqi werd het tweede (G)I-dle lid dat debuteerde als solist met haar debuutsingle A Page, die werd uitgebracht op 13 mei. Het album bestaat uit twee leadsingles, "Giant" en "Bonnie and Clyde" met het concept van 'Een pagina van Yuqi's autobiografie verhaal en eindeloze mogelijkheden'. Op 21 mei werd bekend dat Soyeon in de laatste fase was van de voorbereidingen voor haar comeback die gepland stond voor een release in juni. Ze bracht op 5 juli haar eerste solo ep Windy uit.
Op 14 augustus 2021 kondigde Cube Entertainment aan dat Soojin uit de groep is vertrokken. (G)I-dle zal daarna als vijfkoppige groep blijven promoten.

## Leden
Huidige leden
- Miyeon (미연) - vocaliste[41]
- Minnie (민니)[42] - zangeres[41]
- Soyeon (소연) - leider, rapper[43]
- Yuqi (우기)[44] - zangeres, danseres[41]
- Shuhua (슈화)[45] - zangeres[41]

Voormalig lid
- Soojin (수진) - danseres, rapper, zangeres[41]

## Filantropie
Op 22 april 2020 doneerde (G)I-dle via Holt Children's Services 30.000 flessen handontsmettingsmiddel ter waarde van ₩100 miljoen voor kinderen en hun gezinnen om de COVID 19-pandemie in Zuid-Korea te overwinnen. Voor de release van Dumdi Dumdi in augustus 2020 deed (G)I-dle mee aan Naver's Happybean Good Action evenement. De donaties die via de campagne werden ingezameld, werden gebruikt voor de ondersteuning van psychologische en geestelijke gezondheidsbehandeling, snacks en voedingskits voor medisch personeel via Sports Doctors tijdens de COVID 19-pandemie.

## Artistry

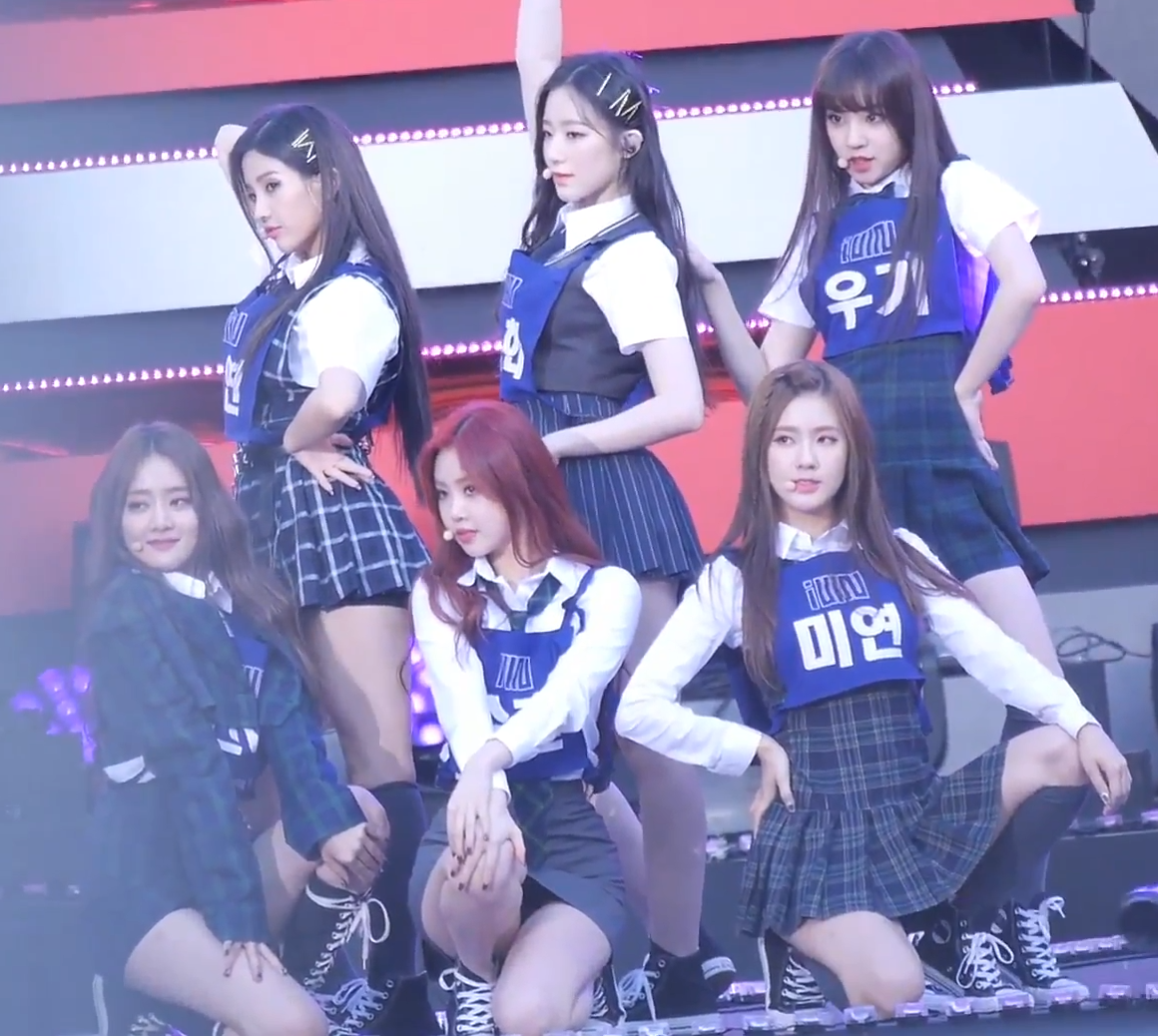
(G)I-dle met hun cover van 4Minute's "Hot Issue" in september 2018

### Imago
(G)I-dle is geprezen om hun muzikaliteit en dubbelzinnigheid. Volgens industriespecialisten en marketingonderzoeken werd opgemerkt dat de groep de geest belichaamt die een groep als 2NE1 ooit had, maar dan aangepast aan de gevoeligheden van vandaag de dag.
De groep is vaak erkend voor het zijn van een "zelf-producerende" idool meidengroep en het doorbreken van vrouwelijke idool stereotypen. Omdat ze de jongste groep waren die op Queendom verscheen, waren de leden actief betrokken bij hun eigen muziekvideo's, jas fotoshoots, song arrangementen, choreografie, en outfits productie. In plaats van het andere geslacht aan te spreken met zijn vrouwelijkheid, heeft hun fanbase, collectief aangeduid als "Neverland", een enorm aantal vrouwen en meisjes. De release van "Oh My God" leidde verder tot een piek in het hebben van 70% van de vrouwelijke luisteraars op Melon.
Natalie Morin van Refinery29 beschreef hen als individuen met verschillende energieën die elkaar aanvullen. Ze omschreef hen ook als "brutaal en sensueel", eigenschappen die hen volgens haar onderscheidt van andere K-pop meidengroepen. Mor.bo noemde hen als een diverse groep die niet bang is om verschillende muziekstijlen uit te proberen. Elle magazine benoemde de groep als "onafhankelijke muzikanten en artiesten" waarbij de concepten van meidengroepen doorgaans werken binnen een mal die door iemand anders is gemaakt. Chun Yoon-Hye van HeraldPop beschrijft "(G)I-dle, een groep vol vaardigheden en vertrouwen [...] graveerde hun aanwezigheid door met succes hun uitzonderlijke concepten te uiten tijdens Queendom [...] is gegaan van super rookie naar trending girl group. " Choi Ji-sun, een popmuziekcriticus die het boek Is Goddess a Compliment? dat in januari 2021 werd gepubliceerd, spreekt over de muziekindustrie die idolen en vooral vrouwelijke idolen beperkt. (G)I-dle werd genoemd als een voorbeeld van verandering: (G)I-dle's "Lion" stage op Mnet's Queendom is een representatief voorbeeld. Choi introduceerde het lied als een "zeldzaam geval van het aanroepen van een vrouwelijk wild beest" en prees het lied en het optreden in Queendom. "Het was goed om Soyeon's leidende creativiteit te zien en het integreren van de boodschap en het podium."

### Muzikale stijl en thema's
(G)I-dle's nummers hebben een grote verscheidenheid aan genres bestreken, kruisend van "Latata" (moombahton trap), "Hann (Alone)" (moombahton), "Senorita" (latin pop), "Uh-Oh" (boom bap), "Oh My God" (urban hiphop) en "Dumdi Dumdi" (tropical moombahton). In het K-pop genre dat verzadigd is met liedjes met thema's over liefde en afscheid, bracht de groep "Lion" uit, een liedje dat afwijkt van een typisch girl group liedje, waarin iemands waardigheid vergeleken wordt met de waardigheid van een leeuw. In I Trust verkent de groep elementen van EDM trap, hiphop en urban muziek, met thema's als zelfliefde en zelfvertrouwen.
Taylor Glasby van MTV verklaarde dat de liedjes van (G)I-dle doordrenkt zijn van hun essentie — het complexe, interne spiegelhuis van een meisje dat constant gebroken, beoordeeld, begrepen en opnieuw gemaakt wordt, waar één stijl of geluid nooit genoeg is om te weerspiegelen wie ze zijn. (G)I-dle is de verleidelijke tropische beats en kokette vingerknipjes van "Latata" en de onheilspellende, waarschuwende gefloten hook van "Hann (Alone)". Het zijn ook de peinzende harmonieën en de traag klotsende bas op de met R&B geïnfundeerde ballad "Put It Straight", de grillige woorden geschilderd over de house muziek van "What's In Your House", en zelfs de tango van "Senorita". Hun teksten dringen terug, ze lonken. Ze kunnen saaie nonchalance zijn of verscherpend verlangen. Schrijvend voor Herald Pop, beschreef Kim Na-yul het genre van (G)I-dle kan alleen door hen worden uitgevoerd en maakte een goede indruk op het publiek. Het tijdschrift van Melon beschreef de muziek van (G)I-dle in het algemeen als "Uniekheid is (G)I-dle's krachtigste wapen. " Korea JoongAng Daily journalist Yoo Seong-woon complimenteerde de groep voor het mengen van verschillende elementen uit verschillende bronnen in een unieke mix van concepten en het creëren van iets nieuws en fris voor de K-pop scene. Het zomernummer van (G)I-dle, "Dumdi Dumdi" werd geprezen om de erfenis van zomernummers te hebben gedragen.

### Podiumprestaties
De groep is ook geprezen voor hun podiumpresentatie tijdens optredens zoals 2018 MMA's gouden podium, dat doet denken aan Cleopatra, en 2018 MAMA's podium dat optrad met tientallen vrouwelijke dansers om het beeld van de vrouw te benadrukken. Er wordt ook gesteld dat hun optreden voor Fan-dora's Box "een ander legendarisch podium" was vanwege het emotionele acteerwerk van de leden waarbij ze "woede in verdriet" tot uitdrukking brachten. (G)I-dle gaf hun laatste Queendom-podium, "Lion" (met het Leeuw verhaal verteld door Minnie), dansend in gouden gewaden versierd met de manen van een leeuw, en eindigend met een kudde leeuwen dansers die (G)I-dle volgden naar de zes tronen. Het toneel werd beschreven als "van wereldklasse" en "legendarisch". Dit resulteerde in het winnen van verschillende prestatieprijzen door de groep, waaronder Golden Disc Awards.

## Impact en invloeden

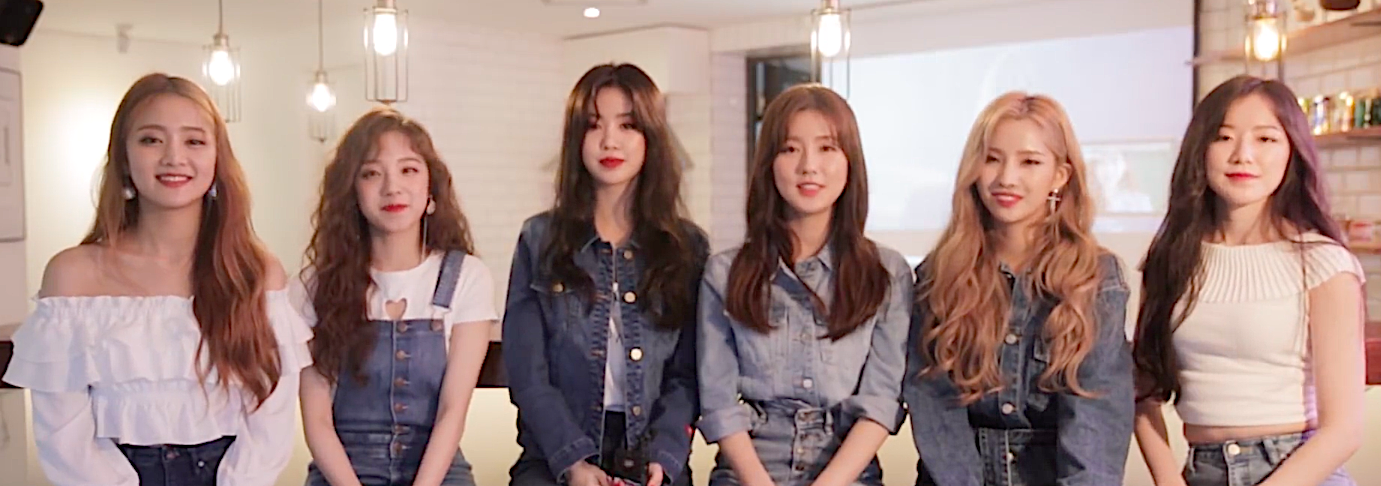
(G)I-dle voor een zomerblad-fotoshoot, juli 2018

In mei 2018 had (G)I-dle onthuld dat ze Hyuna, een senior dan van hetzelfde agentschap, als hun rolmodel beschouwen. Yuqi zei: "Ik groeide op met de droom om zangeres te worden na het zien van Hyuna sunbae-nim. Ik wil een sexy en schattige zangeres worden zoals zij. Mijn moeder speelde haar muziek tijdens de kleuterschool. Dat schijnt mij beïnvloed te hebben." Shuhua zei: "Sinds ik jong was, hield ik van dansen met mijn vrienden. Ik wil samen op het podium staan."
De groep wordt erkend voor haar naamsbekendheid en marketing kracht, na de top van de "Girl Group Brand Power Ranking" gepubliceerd door het Korean Business Research Institute, voor juni en september 2018. Hun hoogste merkreputatie-index was in september 2018. (G)I-dle is wel de "monster rookie" van 2018 genoemd. Billboard rangschikte hen bovenaan haar lijst als de beste nieuwe K-pop acts van 2018. Er werd gemeld dat de muziekverkoop van Cube in 2018 met 58% steeg tot ₩8,8 miljard door de populariteit van (G)I-dle's "Latata" en "Hann".
In 2019 kreeg (G)I-dle meer bekendheid bij het grote publiek na haar optreden in Queendom. De uitvoering van hun slotnummer "Lion" werd door CTV News beschouwd als een van de grootste momenten van K-pop van 2019. Dit resulteerde erin dat ze twee maanden achter elkaar, oktober en november 2019, weer bovenaan de "Girl Group Brand Power Ranking" stonden. Rolling Stone India nam "Lion" op in hun lijst van de 10 beste K-pop-muziekvideo's van 2019. Het nummer werd beschouwd als "een van de meest viscerale tracks van 2019" en stond bovenaan de lijst van de 920 nummers die in 2019 werden uitgebracht.
In januari 2020 werd (G)I-dle verkozen tot een van de meest geanticipeerde zangers/groepen in 2020 op basis van enquêtes van verschillende Koreaanse muziekagentschappen, omroep- en programmafunctionarissen, componisten en populaire muziekcritici. In februari bereikte de groep nummer één op de ranglijst van merkkracht met de meest geïnterviewde onderwerpen, "Lion", en wereldtournee. Volgens Hyundai Motors Investment Firm stegen de Cube-doelaandelen tijdens de Coronavirus-pandemie met 36,67% door de groei van (G)I-dle met "Oh My God". Op 13 augustus bracht Cube een verslag uit van hun winst in het tweede kwartaal van het jaar. De verkoop in de platen- en omroepsector steeg met 349% (₩2 miljard) ten opzichte van een jaar eerder dankzij I Trust, waarvan 151.108 exemplaren werden verkocht, het succes van I-Land: Who Am I, en Dumdi Dumdi die 98.587 albums verkocht. Dezelfde maand behaalden ze cumulatief 500 miljoen streams op Spotify. Ze zijn de eerste K-pop vierde generatie meidengroep en de vijfde in de carrière van de K-pop meidengroep in ongeveer twee jaar en drie maanden na hun debuut. Op 26 augustus werd gemeld dat ze de eerste K-popgroep waren die werd geïnterviewd door Forbes China nadat een video-interview was vrijgegeven via Forbes' officiële Weibo-account.
(G)I-dle's integriteit en het doorbreken van idool stereotypen heeft invloed gehad op vrouwelijke artiesten zoals Dal Shabet's Park Subin, voormalig Wonder Girls Yubin, en STAYC's Yoon.

## Andere ondernemingen

### Ambassadeurschap
Seoul Metropolitan City benoemde (G)I-dle tot goodwillambassadeurs van de stad naast Yura, Park Jin-hee, en acht andere genomineerden op 6 december 2018. Zij bekleedden de titel "Stadsambassadeurs" voor twee jaar. Op het tiende jaarlijkse Children's Diabetes Celebration Festival, gehouden in Lotte World Underground Kingdom op 8 juni 2019, in Eunpyeong-gu, Seoul, werden ze onderscheiden als de nieuwe ambassadeurs voor de Koreaanse Children's Diabetes Association.

### Steunbetuigingen
In 2019 begon (G)I-dle met het steunen van Kaja, een beautymerk dat mede gecreëerd is door Sephora en Memebox om een nieuwe vorm te creëren die K-beauty en K-pop combineert. Via het partnerschap werden de reality tv-serie To Neverland en de "Senorita" muziekvideo uitgebracht.
In 2020 selecteerde Akiii Classic (G)I-dle als nieuwe modellen om de gevoeligheid voor de cultuur en trends van Gen Z te versterken als pioniers van het merkimago. Begin april 2020 werd (G)I-dle onthuld als een promotiemodellengroep voor het grootste contactlenzenmerk van Zuid-Korea, LensMe. Een vertegenwoordiger van LensMe legde uit dat de unieke muziek en charismatische podiumoptredens van de groep goed pasten bij hun "Basic, Trendy, Easy" bedrijfsimago. Bij het kiezen van (G)I-dle als hun modellen, verklaarde het high fashion merk LipHop, opkomend onder jongeren voornamelijk in Korea, Verenigde Staten, Thailand, en Japan, dat ze de groep beschouwden als "global artists who boast confident music and attractive visuals".

## Concerten en tournees

### Headlinerconcert
- 2020 (G)I-dle Online Concert 'I-Land: Who Am I' (2020)

### Televisieprogramma's
| Titel       | Netwerk  |
| ----------- | -------- |
| Queendom    | Mnet     |
| Life Co LTD | Lifetime |

### Webshows
| Jaar    | Titel                                           | Netwerk           |
| ------- | ----------------------------------------------- | ----------------- |
| 2018–nu | (G)I-dle: I-Talk                                | V Live, YouTube   |
| 2018    | (G)I-dle: Vlog in New York                      | V Live            |
| 2019    | To Neverland                                    | M2, Naver TV Cast |
| 2019    | (G)I-dle: Little but Certain Happiness (소확행) | V Live, YouTube   |
| 2020–nu | #HASHTALK                                       | YouTube           |
| 2020    | (G)I-dle: Secret Folder (유출금지)              | 1theK Originals   |
| 2020    | (G)I-DLE LIVE: 아이들라이브                     | YouTube Live      |
| 2020    | (G)I-dle X Star Road                            | V Live            |
| 2020    | Never Ending Neverland (네버엔딩 네버랜드)      | Cube TV           |
| 2020    | Idol Workshop (아이돌 워크숍)                   | U+ Idol Live      |
| 2021    | K-Pop Evolution                                 | YouTube Premium   |

### Radioshows
| Jaar | Titel          | Netwerk   | Opmerkingen              |
| ---- | -------------- | --------- | ------------------------ |
| 2021 | Gossip Idle    | Naver Now | 5, 19 en 21 januari 2021 |
| 2021 | Not That Close | Universe  | 5,02 MHz                 |

## Awards en nominaties
(G)I-dle ontving hun eerste Winnende nominatie op SBS MTV's The Show met "Latata" op 22 mei 2018. Ze wonnen hun eerste nieuwe artiest award, "Female Rookie Idol of the Year", op 24 juli 2018, tijdens de Brand of the Year Awards, en gingen in hun debuutjaar in totaal zeven rookie awards in ontvangst nemen bij diverse prijsuitreikingen. In 2020 won (G)I-dle de International Music Video award op de 5e BreakTudo Awards met "Oh My God"-zij ontvingen ook een nominatie voor Best K-Pop Video op de 37e MTV Video Music Awards. In 2021 ontving (G)I-dle een nominatie voor K-pop Bomb bij Nickelodeon Mexico Kids' Choice Awards.